# Parornix oculata
Parornix oculata är en fjärilsart som först beskrevs av Paolo Triberti 1979.  Parornix oculata ingår i släktet Parornix och familjen styltmalar.
Artens utbredningsområde är:
- Grekland.
- Turkiet.

Arten har ej påträffats i Sverige. Inga underarter finns listade i Catalogue of Life.